# Szabó Ervin-emlékérem

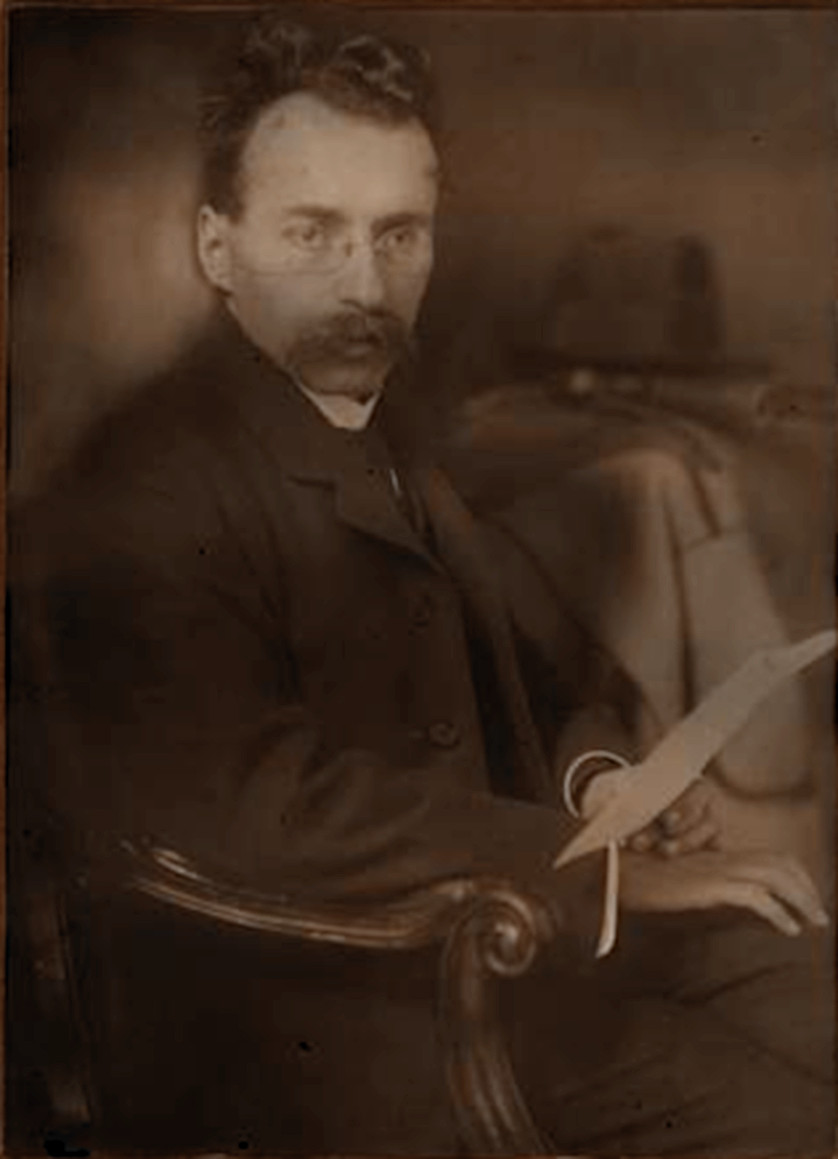
Szabó Ervin a kitüntetés névadója, anarcho-szindikalista forradalmár, a magyarországi Tanácsköztársaság könyvtárügyének gyökeres átszervezője

A Szabó Ervin-emlékérem 1972-ben alapított állami kitüntetés volt a hosszabb időn át kiemelkedő munkát végző, szakterületük fejlődését elősegítő könyvtárosok és levéltárosok elismerésére. 1991-ben díjként újjáalapították, de a következő évben megszüntették, és létrehozták helyette a Szinnyei József-díjat a könyvtárosok és a Pauler Gyula-díjat a levéltárosok számára. A kitüntetést a mindenkori művelődésügyi (kulturális, művelődési) miniszter adta át legfeljebb nyolc (1984-ben kilenc) főnek az augusztus 20-ai ünnepségek keretében.
Az elismerő oklevél mellé átnyújtott bronz emlékérem átmérője nyolcvanöt milliméter, előlapja a névadó Szabó Ervint ábrázolja könyvtárszobában, hátlapján pedig függőlámpa világít meg egy nyitott könyvet. A két fénysugárral párhuzamosan ez a felirat fut: „A TUDOMÁNYÉRT A MŰVELŐDÉSÉRT”.

## Díjazottak

### 1972
- Csűry István, a Debreceni Egyetemi Könyvtár igazgatója
- Juhász Imréné, az Egyesült Villamosgépgyár művelődési házának szakszervezeti könyvtárvezetője
- Lipták Pál, a Békés Megyei Könyvtár igazgatója
- Remete László, a Fővárosi Szabó Ervin Könyvtár osztályvezetője
- Ruzsás Lajosné, a Pécsi Orvostudományi Egyetem Könyvtárának igazgatója
- Takács Miklós, a szombathelyi Berzsenyi Dániel Megyei Könyvtár igazgatója

### 1973
- Gál Andorné, a MÉM Információs Központ osztályvezetője
- Gönczi Imre, a Fővárosi Szabó Ervin Könyvtár újpesti (28. számú) könyvtárának vezetője
- Horváth Géza, a Tatabányai Megyei Könyvtár igazgatója
- Szederkényi Lászlóné, a Paksi Járási Könyvtár igazgatója
- Székely Sándor, az Országos Orvostudományi Könyvtár és Dokumentációs Központ igazgatója
- Uhlmann Aladár, a Miskolci Nehézipari Műszaki Egyetem Könyvtárának főmunkatársa

### 1974
- Benedek Jenő, az Országos Műszaki Könyvtár vezetője
- Martonosi Pál, a Kiskunhalasi Városi-Járási Könyvtár vezetője
- Máté György, a Csepel Autógyár szakszervezeti könyvtárának vezetője
- Németh Zsófia, a szegedi József Attila Tudományegyetem Központi Könyvtára osztályvezetője
- Puskás Sándorné, a Szombathelyi Megyei Könyvtár igazgatóhelyettese
- Sallai István, az Országos Széchényi Könyvtár Könyvtártudományi és Módszertani Központ főosztályvezetője
- Sebestyén Géza, az Országos Széchényi Könyvtár főigazgató-helyettese

### 1975
- Békés György, a Hatvani Városi Könyvtár igazgatója
- Benda Mária, az Országos Orvostudományi Könyvtár és Dokumentációs Központ osztályvezetője
- Gelencsér István, a Szakszervezetek Somogy Megyei Tanácsa Központi Könyvtára igazgatója
- Hiller István, a Soproni Erdészeti és Faipari Egyetem Központi Könyvtárának igazgatója
- Kálmán Lászlóné, az MSZMP Párttörténeti Intézete könyvtárvezetője
- Zsidai József, a miskolci Nehézipari Műszaki Egyetem Központi Könyvtárának igazgatója

### 1976
- Barna Eleonóra, a Nagykátai Nagyközségi-Járási Könyvtár igazgatója
- Dénes Istvánné, a Textiles Szakszervezet Központi Könyvtárának vezetője
- Gomba Szabolcsné, a Debreceni Egyetem Könyvtárának osztályvezetője
- Györe Pál, a Kohó- és Gépipari Minisztérium Műszaki Tudományos Tájékoztató Intézetének szaktanácsadója
- Lázár Péter, az Országos Műszaki Könyvtár és Dokumentációs Központ főigazgatója
- Papp Attila, a Kazincbarcikai Városi Könyvtár igazgatója

### 1977
- Berza László, a Fővárosi Szabó Ervin Könyvtár osztályvezetője
- Fekete Péterné, az Egri Megyei Könyvtár csoportvezetője
- Magyar András, a Szakszervezetek Borsod-Abaúj-Zemplén Megyei Tanácsa Központi Könyvtárának igazgatója
- Nagy István, a Magyar Országos Levéltár főlevéltárosa, osztályvezető-helyettese
- Román János, a Borsod-Abaúj-Zemplén Megyei Levéltár igazgatója
- Simon Imréné, az Országos Műszaki Könyvtár és Dokumentációs Központ csoportvezetője
- Tóth Béla, a szegedi Somogyi Könyvtár igazgatója
- Wix Györgyné, az Országos Széchényi Könyvtár osztályvezetője

### 1978
- Arató Antal, a Jászberényi Városi-Járási Könyvtár igazgatója
- Fügedi Péterné, az Országos Széchényi Könyvtár főosztályvezetője
- Gáspár Ferenc, Budapest Főváros Levéltárának főigazgató-helyettese
- Héberger Károly, a Budapesti Műszaki Egyetem Központi Könyvtárának igazgatója
- Kiss Mária, a Vas Megyei Levéltár főlevéltárosa, igazgatóhelyettese
- Pataki Ferenc, a Fővárosi Szabó Ervin Könyvtár főosztályvezetője
- Schneider Miklós, a Nógrád Megyei Levéltár igazgatója
- Varga Gyuláné, a Hajdú-Bihar Megyei Könyvtár igazgatóhelyettese

### 1979
- Csibra Lajos, a Vasasszakszervezet Mező Imre Körzeti Könyvtárának vezetője
- Ferenczy Endréné, az Országos Széchényi Könyvtár főosztályvezetője
- Kováts Zoltán, a Veszprémi Vegyipari Egyetem Központi Könyvtárának igazgatója
- Lisztes László, a kecskeméti Katona József Megyei Könyvtár igazgatója
- Pápay Lászlóné, a Szolnoki Megyei Könyvtár igazgatóhelyettese
- Szabó Ferenc, a Békés Megyei Levéltár igazgatója
- Vajda Erik, az Országos Műszaki Könyvtár és Dokumentációs Központ főosztályvezetője
- Vályi Gábor, az Országgyűlési Könyvtár igazgatója

### 1980
- Balázs János, a KG–INFORMATIK főosztályvezetője
- Balázs Józsefné, a GYŐRITERV információs csoportjának vezetője
- Borsa Gedeon, az Országos Széchényi Könyvtár osztályvezetője
- Gerő Gyula, a Könyvtáros című folyóirat főszerkesztője
- Ságvári Ágnes, Budapest Főváros Levéltárának főigazgatója
- Szita Ferenc, a kaposvári Palmiro Togliatti Megyei Könyvtár igazgatója
- Tuba László, a Mosonmagyaróvári Városi-Járási Könyvtár igazgatója
- Walleshausen Gyula, a Marx Károly Közgazdaságtudományi Egyetem Központi Könyvtárának igazgatója

### 1981
- Bacsa Jánosné, a Kötegyáni Községi Könyvtár vezetője
- Farkas Gábor, a Fejér Megyei Levéltár igazgatója
- Kovács Dezső, az Építésügyi Tájékoztatási Központ osztályvezetője
- Papp István, az Országos Széchényi Könyvtár Könyvtártudományi és Módszertani Központ igazgatója
- Rózsa György, a Magyar Tudományos Akadémia Könyvtára főigazgatója
- Szalai Ágnes, a Fővárosi Szabó Ervin Könyvtár főosztályvezetője
- Szentmihályi János, az Eötvös Loránd Tudományegyetem nyugalmazott docense
- Varga Béla, a Veszprémi Megyei Könyvtár igazgatója

### 1982
- Balázs Sándorné Veredy Katalin, az Országgyűlési Könyvtár igazgatóhelyettese
- Billédi Ferencné, az AGROINFORM osztályvezetője
- Elek Sándorné, a Debreceni Városi Könyvtár igazgatója
- Futala Tibor, az Országos Műszaki Könyvtár igazgatója
- Román Lászlóné, a Baranya Megyei Könyvtár igazgatója
- Tapolcainé Sáray-Szabó Éva, a Tatabányai Megyei Könyvtár főmunkatársa
- Varga János, a Magyar Országos Levéltár főigazgatója
- Windisch Aladárné, a Hadtudományi Könyvtár helyettes vezetője

### 1983
- Buzási János, a Magyar Országos Levéltár főigazgató-helyettese
- Kovács Béla, a Heves Megyei Levéltár igazgatója
- Lovas Henrik, a Szekszárdi Megyei Könyvtár igazgatója
- Marót Miklós, a budapesti Egyetemi Könyvtár főigazgató-helyettese
- Sasvári Györgyné, az Országos Műszaki Információs Központ és Könyvtár csoportvezetője
- Soltész Zoltánné, az Országos Széchényi Könyvtár osztályvezetője
- Tilhof Endre, az Ajkai Városi Könyvtár igazgatója
- Tóth Gyula, a Szombathelyi Tanárképző Főiskola tanszékvezetője

### 1984
- Bereczky Lászlóné, az Országos Széchényi Könyvtár Könyvtártudományi és Módszertani Központ munkatársa
- Fekete Dezső, a Kiskunhalasi Városi Könyvtár főmunkatársa
- Gazdag István, a Hajdú-Bihar Megyei Levéltár igazgatója
- Hajdu Géza, a szegedi Somogyi Könyvtár osztályvezetője
- Jánszky Lajos, az Országos Műszaki Információs Központ és Könyvtár főosztályvezetője
- Simonffy Emil, a Zala Megyei Levéltár igazgatója
- Slezsák Imre, az Edelényi Nagyközségi Könyvtár igazgatója
- Szurmay Ernő, a szolnoki Verseghy Ferenc Megyei Könyvtár igazgatója
- Vekerdi László, a Magyar Tudományos Akadémia Könyvtára tudományos tanácsadója

### 1985
- Balázs Sándor, az Országos Műszaki Információs Központ és Könyvtár főosztályvezető-helyettese
- Ballér Endréné, a Fővárosi Pedagógiai Intézet vezető szakfelügyelője
- Bélay Vilmos, a Magyar Országos Levéltár főlevéltárosa
- Bilincsi Lajos, a Debreceni Agrártudományi Egyetem Könyvtárának igazgatója
- Fülöp Gézáné Csanak Dóra, a Magyar Tudományos Akadémia Könyvtára osztályvezetője
- Havasi Zoltán, az Országos Széchényi Könyvtár megbízott főigazgatója
- Mezei György, a Győri Városi Könyvtár igazgatója
- Onika Olga, a Veszprémi Megyei Könyvtár osztályvezetője

### 1986
- Arató Attila, a Hajdú-Bihar Megyei Könyvtár igazgatója
- Dobi Marianna, a Veszprém Megyei Levéltár osztályvezetője
- Horváth Mária Magdolna, az Országos Széchényi Könyvtár nyugalmazott munkatársa
- Horváth Tibor, az Országos Pedagógiai Könyvtár és Múzeum főigazgató-helyettese
- Izsák László, a Kiskőrösi Városi Könyvtár igazgatója
- Pap Gáborné, a Magyar Országos Levéltár osztályvezetője
- Söptei Jánosné, a Vasasszakszervezet Központi Könyvtárának igazgatója
- Zsámboki László, a Miskolci Nehézipari Műszaki Egyetem Központi Könyvtára selmeci gyűjteményének vezetője

### 1987
- Eszes Máténé, az Állami Gorkij Könyvtár főmunkatársa
- Gaál Sándor, a Tiszafüredi Városi Könyvtár igazgatója
- Iványosi-Szabó Tibor, a Bács-Kiskun Megyei Levéltár igazgatója
- Klinda Mária, a Fővárosi Szabó Ervin Könyvtár főmunkatársa
- Simon Zoltán, a Hajdú-Bihar Megyei Könyvtár osztályvezetője
- Somkuti Gabriella, az Országos Széchényi Könyvtár nyugalmazott osztályvezetője
- Surján Miklós, a Baranya Megyei Könyvtár igazgatóhelyettese
- Szepesváry Tamás, az Országos Műszaki Információs Központ és Könyvtár osztályvezetője

### 1988
- Gyimes Ferenc, az Állami Gorkij Könyvtár osztályvezetője
- Kéki Béla, a Budapesti Műszaki Egyetem Központi Könyvtárának nyugalmazott igazgatóhelyettese
- Kókay György, a Magyar Tudományos Akadémia Irodalomtudományi Intézetének osztályvezetője
- Kondor Imréné, az Országos Széchényi Könyvtár osztályvezetője
- Szabó Flóris, a Pannonhalmi Főapátsági Könyvtár főkönyvtárosa (posztumusz)
- Szűcs László, a Párttörténeti Intézet Archívumának vezetője
- Takács József, a pécsi Janus Pannonius Tudományegyetem kari könyvtárvezetője
- Tóth György István, a Székesfehérvári Megyei Könyvtár (Vörösmarty Mihály Megyei Könyvtár) igazgatóhelyettese

### 1989
- Bencze Gézáné Nagy Eszter, Budapest Főváros Levéltárának főigazgató-helyettese
- Drahos Istvánné, a Pest Megyei Művelődési Központ és Könyvtár könyvtárigazgatója
- Eördögh Endréné, a bajai Ady Endre Városi Könyvtár igazgatója
- Gyarmathy Zsigmond, a Szabolcs-Szatmár-Bereg Megyei Levéltár igazgatója
- Kiss Jenő, a Fővárosi Szabó Ervin Könyvtár főigazgatója
- Mader Béla, a szegedi József Attila Tudományegyetem Központi Könyvtárának főigazgató-helyettese
- Poprády Géza, az Országos Széchényi Könyvtár főosztályvezetője

### 1990
- Hiripi Lajosné, a Fővárosi Szabó Ervin Könyvtár főmunkatársa
- Kányi Andrásné, a Ceglédi Városi Könyvtár igazgatója
- Pallósiné Toldi Márta, a szombathelyi Berzsenyi Dániel Megyei Könyvtár igazgatóhelyettese
- Szekeres József, Budapest Főváros Levéltárának főmunkatársa
- Szita László, a Baranya Megyei Levéltár igazgatója
- Tóth Gyuláné, a szombathelyi Berzsenyi Dániel Tanárképző Főiskola Könyvtárának igazgatója
- Varga Ildikó, az Országos Széchényi Könyvtár Könyvtártudományi és Módszertani Központ főmunkatársa
- Vargha Balázs, az Országos Széchényi Könyvtár Könyvtártudományi és Módszertani Központ volt munkatársa

### 1991
- Antalóczi Lajos, az Egri Főegyházmegyei Könyvtár igazgatója
- Boda Miklós, a Baranya Megyei Könyvtár igazgatóhelyettese
- Futaky László, a Szabolcs-Szatmár-Bereg Megyei Könyvtár igazgatóhelyettese
- Fülöp Géza, az Eötvös Loránd Tudományegyetem Könyvtártudományi Tanszékének tanszékvezető docense
- Gecsényi Lajos, a Művelődésügyi Minisztérium Bécsi Magyar Levéltári Kirendeltségének vezetője
- Katsányi Sándor, az Országos Széchényi Könyvtár osztályvezetője
- Nagy Attila olvasáskutató, az Országos Széchényi Könyvtár Könyvtártudományi és Módszertani Központ osztályvezetője
- Soós Imre, a Heves Megyei Levéltár nyugalmazott igazgatója

### Adattárak, lexikonok
- Díjasok és kitüntetettek adattára 1948–1980. Szerk.: Magyar Józsefné. Kaposvár, 1984, Palmiro Togliatti Megyei Könyvtár.
- Díjasok és kitüntetettek adattára 1981–1990. Szerk.: Csapó Tamásné. Kaposvár, 1993, Megyei és Városi Könyvtár.
- Kitüntetett könyvtárosok névtára. Szerk.: Gerő Gyula. Könyvtári Figyelő, 2000. (Különszám)
- Kitüntetett könyvtárosok névtára 2005–2008[halott link] Szerk.: Gerő Gyula. Könyvtári Figyelő, 2008. 4. sz. 695–708. o.
- Könyvtári események, krónika 2001 – Kitüntetett könyvtárosok névtára 2001–2002 (Kiegészítések, pótlások és javítások a Könyvtári Figyelő 2000. évi különszámához). Szerk.: Gerő Gyula. Könyvtári Figyelő, 2003. (Különszám)
- Könyvtári események, krónika 2002–2004 – Kitüntetett könyvtárosok névtára 2001–2002 (Kiegészítések, pótlások és javítások a Könyvtári Figyelő 2000. évi különszámához). Szerk.: Gerő Gyula. Könyvtári Figyelő, 2006. 3. sz. (Különszám)
- Révai új lexikona XVII. (Sz–Toa). Főszerk.: Kollega Tarsoly István. Szekszárd, 2006, Babits. 91. o. ISBN 963-955-636-X
- Zeidler Sándor: Kitüntetések a Magyar Köztársaságban. Budapest, 1995, Kossuth.

### Cikkek
- Köszöntjük Szabó Ervin díjasainkat. Levéltári Szemle, 1977. 3. sz. 641. o.
- A Szabó Ervin-emlékérem első kitüntetettjei. Könyvtáros, 1972. 9. sz. 602–604. o.